# James Stewart (High Steward)
James Stewart (gestorven: 16 juli 1309) was de vijfde High Steward van Schotland en was Beschermheer van Schotland tijdens het eerste Schotse interregnum.

## Biografie
James Stewart werd geboren als de zoon van Alexander Stewart en (mogelijk) Jean Macrory, de erfgename van Bute en Arran. In 1286 werd hij aangesteld als een van de Beschermheren van Schotland na de dood van koning Alexander III van Schotland. Vervolgens diende hij de Engelse koning Eduard I. Tijdens de Schotse Onafhankelijkheidsoorlog koos hij toch de zijde van William Wallace, maar nadat die verslagen was in de Slag bij Falkirk sloot hij zich aan bij Robert the Bruce.
In 1302 werd hij samen met John Comyn en vijf anderen naar de Franse koning gestuurd voor diens hulp tegen koning Eduard I. Vier jaar later was James Stewart opnieuw gedwongen om trouw aan de Engelse koning te zweren, maar opnieuw nam hij later de wapens op tegen de Engelse koning. In dienst van Robert the Bruce overleed hij in 1309.

## Huwelijken en kinderen
James Stewart was verschillende malen getrouwd geweest. Hij huwde voor het eerst met Cecilia van Dunbar. Zijn tweede vrouw was Muriel van Strathearn en zijn derde vrouw was Egidia de Burgh, dochter van Walter de Burgh. Hij had vijf kinderen:
- Walter (1296-1327), High Steward van Schotland en vader van Robert II van Schotland
- John (-1318), gesneuveld in de Slag bij Dundalk.
- Andrew
- James (-na 1330)
- Egidia, gehuwd met sir Alexander de Menzies.